# Llengües coconuques
Les llengües coconuques, namtrik o guambianes són un conjunt de llengües indígenes del sud de Colòmbia que engloben al guambià, el totoró en perill d'extinció i l'extint coconuco, que formen un subgrup de la branca septentrional de la família lingüística barbacoana.
L'extinta llengua pasto podria haver estat també una barbacoana molt relacionada amb l'Awá Pit, però a causa de l'escassetat de documentació no pot assegurar-se amb certesa la proximitat. El parentiu de les llengües coconuques va ser correctament identificat per primera vegada per Brinton (1891), encara que posteriorment es va considerar erròniament que estava emparentat amb les llengües paez i es va considerar que juntament amb aquestes formava una família. Aquest error es va deure al fet que una llista de vocabulari d'origen desconegut que suposadament contenia paraules del "moguex" o guambià, incloïa erròniament una mescla de paraules guambianes i paez.